# 25131 Katiemelua
25131 Katiemelua è un asteroide della fascia principale. Scoperto nel 1998, presenta un'orbita caratterizzata da un semiasse maggiore pari a 2,7284047 au e da un'eccentricità di 0,1569054, inclinata di 4,53073° rispetto all'eclittica.
L'asteroide è dedicato a Katie Melua. 